# Amsterdam Tattoo Museum
Het Amsterdam Tattoo Museum was een museum in Amsterdam gewijd aan tatoeage. Het was een initiatief van de bekende Amsterdamse tatoeëerder Henk Schiffmacher.
Het museum opende zijn deuren op 5 november 2011 aan de Plantage Middenlaan 62. Als gevolg van verschillen van inzicht tussen de eigenaren en Schiffmacher sloot het museum echter binnen anderhalf jaar, op 1 april 2013.